# Ширванський заповідник
Ширва́нський запові́дник , повна офіційна назва Ширва́нський держа́вний приро́дний запові́дник (азерб. Şirvan dövlət təbiət qoruğu) — природний заповідник, розташований на сході Азербайджану. Заснований 30 квітня 1969 року. Площа охоронюваної території становить 6 232 га. Заповідник створений задля охорони рідкісних газелей — джейранів, які майже зникли в Азербайджані в середині XX століття. Природоохоронна установа підпорядкована Міністерству екології та природних ресурсів Азербайджану.

## Історія
Ширванський заповідник розташований на однойменній рівнині, яка вирізняється сухим і спекотним кліматом, несприятливим для землеробства. Саме тому його терени тривалий час залишались незайманими. В XX столітті цей факт зіграв вирішальну роль у збереженні азербайджанської популяції джейрана.
На початку XX століття в країні налічували приблизно 50 000—60 000 джейранів. Розвиток автомобільного транспорту призвів до стрімкого скорочення їхньої чисельності. Наприкінці 1930-х років в Азербайджані збереглося не більше 5 000—6 000 цих тварин. Поголів'я джейранів було зосереджене на вісьмох ділянках, однією з яких і була Ширванська рівнина. Облік на початку 1940-х років показав, що тут мешкало близько 600 цих газелей. Після Другої світової війни в Азербайджані пришвидшився розвиток сільського господарства, що було пов'язане із тісним залученням місцевих ресурсів до колоніальної економіки СРСР. На просторах Ширванської рівнини процвітало тваринництво. Цей несприятливий для диких тварин факт обтяжував розквіт браконьєрства. Результатом стало майже повне винищення джейранів у країні. Облік 1961 року підтвердив існування лише 130 особин, причому 77 з них мешкали у Ширванському степу.
Задля спасіння рідкісного виду 1959 року в Азербайджані заборонили полювання на джейранів. Втім, цього запізнілого заходу було замало, тому в 1961 році у Ширванському степу заснували Бяндованський заказник. Така охорона виявилась дієвою: наприкінці 1960-х років чисельність джейрана зросла до 400 особин. Щоб не повторювати помилок минулого і запобігти новому спалаху браконьєрства, охоронний статус цих земель підвищили. 30 квітня 1969 року частину земель Бяндованського заказника і прилеглі ділянки степу були передані новоствореному Ширванському заповіднику, площа якого на той момент становила 17 745 га. Суворий режим охорони призвів до росту чисельності джейранів: на початку 1980-х років їх налічували майже 4 000 голів.
В подальшому заповідник зазнав деяких територіальних змін. У листопаді 1978 року в природоохоронної установи було відчужено 1 150 га земель, які були передані тваринницькому комплексу. Взамін у 1982 році заповідник отримав ділянку площею 9 216 га. Таким чином, його загальна площа склала 25 761 га. В порівнянні з іншими азербайджанськими заповідниками така ділянка суходолу вважалася великою, тому сусідні землевласники фактично саботували охоронний режим — у Ширванському степу продовжували випасати худобу. Чисельні спроби врегулювати господарський конфлікт призвели до появи компромісного рішення. 2003 року більшу частину заповідних земель було перетворено на Ширванський національний парк, тобто природоохоронну установу з м'якшим режимом охорони. У власності заповідника залишились 6 232 га, які утворили заповідне ядро.

## Клімат
Ширванський природний заповідник розташований у субтропічному кліматичному поясі, в зоні помірно теплих напівпустель і сухих степів Південного Кавказу. Його теренам притаманна помірна суха зима і спекотне посушливе літо. Середньорічна температура повітря в цій місцевості становить 14,5 °C. Найхолодніший місяць — січень, чия середня температура складає 2,5 °C. Середня температура найтеплішого місяця, липня, дорівнює 26,2 °C. Континентальність клімату, попри наближеність Каспійського моря, досить відчутна, через що в Ширванському заповіднику фіксували значні температурні екстремуми: найнижча зареєстрована температура склала -22 °C, а найвища становила 41 °C. Безморозний період триває в середньому з 18 березня по 28 листопада.
Середньорічна кількість опадів над заповідником становить лише 283 мм, причому істотна їх частина (193 мм) випадає у холодну пору року. Найбільша кількість опадів (38 мм) зареєстрована у листопаді, а найменша (7 мм) припадає на серпень місяць. Сніг у Ширванському степу випадає рідко, стійкий сніговий покрив тримається усього 7 днів на рік, а його висота не перевищує 10 см. Відносна вологість повітря складає в середньому 74 %. Випаровування становить 960 мм, тобто у 3,4 рази перевищує кількість опадів.

## Географія та гідрологія
Ширванський заповідник розташований на сході Азербайджану, неподалік від узбережжя Каспійського моря. Адміністративно його землі знаходяться в межах Сальянського та Нефтечалинського районів. Загалом на околицях охоронюваної зони інфраструктура розвинута погано — тут переважають сухі рівнинні пасовища, де-не-де пересічені автомобільними дорогами і каналами. Виняток становить місто Сальян, розташоване досить близько до заповідної території.
Географічно терени заповідника лежать у так званому Ширванському степу — в минулому безлюдній частині Ширванської рівнини, яка, в свою чергу, є частиною Куро-Араксинської низовини. Ця ділянка суходолу розташована на висоті -20… -25 м від рівня моря. Великі форми рельєфу у заповіднику відсутні, уся його територія одноманітно рівна із незначним підвищенням в західному напрямку. Однак у Ширванському степу добре виражені різні форми мікрорельєфу, кожна з яких важлива для життєдіяльності джейранів. До таких форм належать порослі полином піщані дюни заввишки 0,5—1,2 м та засолені плоскі низини.
Гідрографічна мережа не розвинута: у місцевому степу немає жодної річки чи навіть джерела. Єдина природна водойма заповідника — озеро Чала площею 100 га. Більша частина озера належить Бяндованському заказнику, а в межах Ширванського заповідника знаходиться ділянка акваторії площею 3,5 га. Озеро Чала мілководне, його глибина коливається в межах 0,3—1 м. Живлення озера Чала забезпечують штучні водойми заповідника — колектори (дренажні канали). Колектори, як і саме озеро, взимку інколи вкриваються льодом. На противагу їм Каспійське море поблизу заповідної зони не замерзає ніколи, що важливо для зимівлі птахів.

## Геологія та ґрунти
В геологічному минулому терени Ширванського заповідника були дном Каспійського моря, яке оголилося внаслідок регресії. Про давнішній відступ води свідчать піщані дюни, сліди абразійних уступів і залишки давніх морських терас. На алювіальних наносах Каспію сформувались сучасні ґрунти. У Ширванському степу поширені сіроземи та сіроземно-лучні ґрунти. Перші характеризуються низьким вмістом карбонатів і гумусу (0,8—1,6 %), в других вміст обох складників дещо вищий (гумусу 1—2,5 %). За механічним складом ці ґрунти можуть бути суглинистими або супіщаними. На березі озера Чала є ділянка з лучно-болотним ґрунтом. Вміст гумусу тут найвищий (3—8 %), однак потужність гумусового горизонту мала (10—15 см). Ближче до узбережжя Каспію траляться піщані ґрунти, однак більша частина цих ділянок затоплена, внаслідок сучасної трансгресії моря. Незалежно від типу всі ґрунти Ширванського заповідника більш-менш засолені.

## Флора
Через невелику площу Ширванського заповідника та одноманітність його ландшафтів флора охоронюваної зони не вирізняється багатством. Загалом тут описано 120 видів рослин, приналежних до 20 ботанічних родин. У заповіднику представлені декілька рослинних формацій: полиново-чагарникова, солелюбково-чагарникова, полиново-солелюбково-чагарникова, лучна і псамофітна.
Перші три формації складені кущами солелюбки розлогої, поміж якої ростуть відокремлені групи кущиків полину Лерхе. Різниця між формаціями полягає у співвідношенні цих панівних видів. До їхнього складу входять також курай Salsola crassa та ефемери: грабельки звичайні, стоколос японський, тонконіг бульбистий, ячмінь заячий тощо. Окрім асоціації полину з солелюбкою, відома й інша — полиново-жовтоакацієва. Вона складена полином Лерхе і жовтою акацією скіфською, домішками до яких виступають різнотрав'я і злаки.

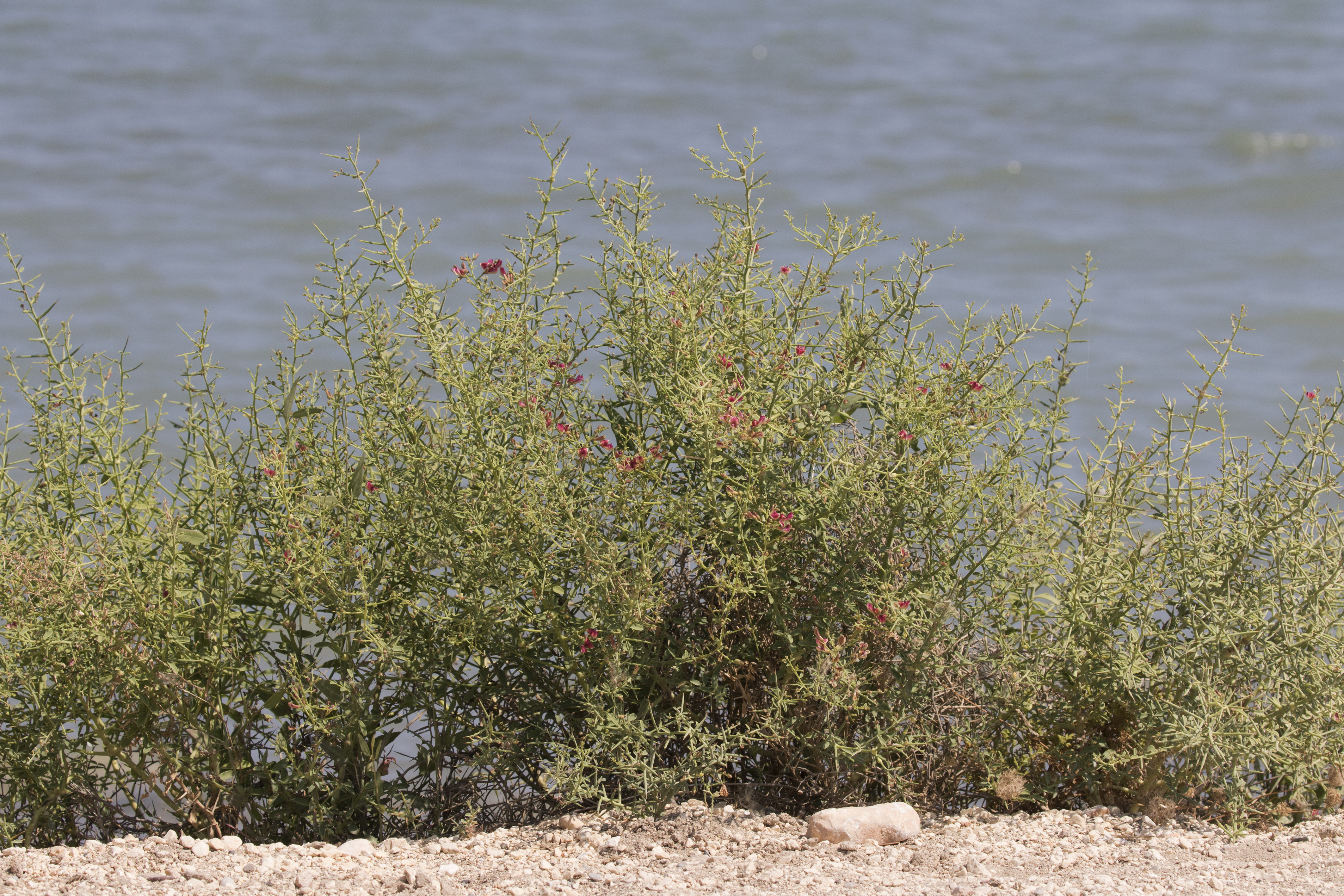
Цвітіння верблюжої колючки звичайної.

На вологих пониженнях рельєфу розвинута лучна рослинність. На цих ділянках трав'яний покрив двоярусний: перший ярус заввишки 60—70 см утворений верблюжою колючкою, у другому заввишки 10—15 см панує узбережниця повзуча. Іноді з сусідніх напівпустельних ділянок сюди проникають полин Лерхе та ячмінь заячий. На березі озера Чала височіють зарості очерету, облямовані кураєм поташевим і солонцем лежачим. На солонцюватих ділянках лук у трав'яному покриві домінують покісниця велетенська і кермек.
Ближче до морях на піщаних і черепашникових ґрунтах переважають ситник узбережний і гострий, побережниця сибірська, полин пісковий і мітлистий, берізка перська, місцями трапляються верблюжа колючка звичайна та подорожник індійський. На найвіддаленіших від моря ділянках зростають тамариски Меєра і галузистий.

## Фауна
Хоча Ширванський заповідник має фауністичне спрямування, однак його тваринний світ досліджений фрагментарно і неповно. Найкраще вивчений основний об'єкт охорони — джейран. Чисельність цього виду, критично низька у 1960-х роках, почала збільшуватись ще до організації заповідника. Станом на 1985 рік у Ширванському степу мешкало 4 570 особин. Протягом наступних восьми років кількість джейранів залишалась на такому ж рівні, однак у 1993 році зменшилась удвічі через спалах браконьєрства. Лише у 2001 році вона досягла 5 000 особин. Після організації Ширванського національного парку окремий підрахунок поголів'я у парку і заповіднику став неможливий, оскільки їхні території дотичні і тварини вільно пересуваються теренами обох природоохоронних установ. З копитних ссавців, окрім джейранів, у Ширванському степу відмічені лише дикі свині. Ці тварини мешкають в очеретяних заростях навколо озера.
Основним ворогом кабанів і газелей є вовк. В XX столітті чисельність цього хижака була оптимальною, оскільки в Азербайджані проводили заходи з регулювання його чисельності. В XXI столітті систематичне полювання на вовків припинили, їхня популяція зросла і зараз кількість цих хижаків розцінюють як загрозливу для джейранів. У заповіднику селяться менш помітні хижаки: лисиця звичайна, борсук європейський, кіт очеретяний, шакал звичайний. Неповний перелік ссавців завершують гризуни, досить чисельні поблизу озера і каналів. У заповіднику відмічені пацюки сірий та чорний, щур водяний тощо. В степу звичайні зайці.

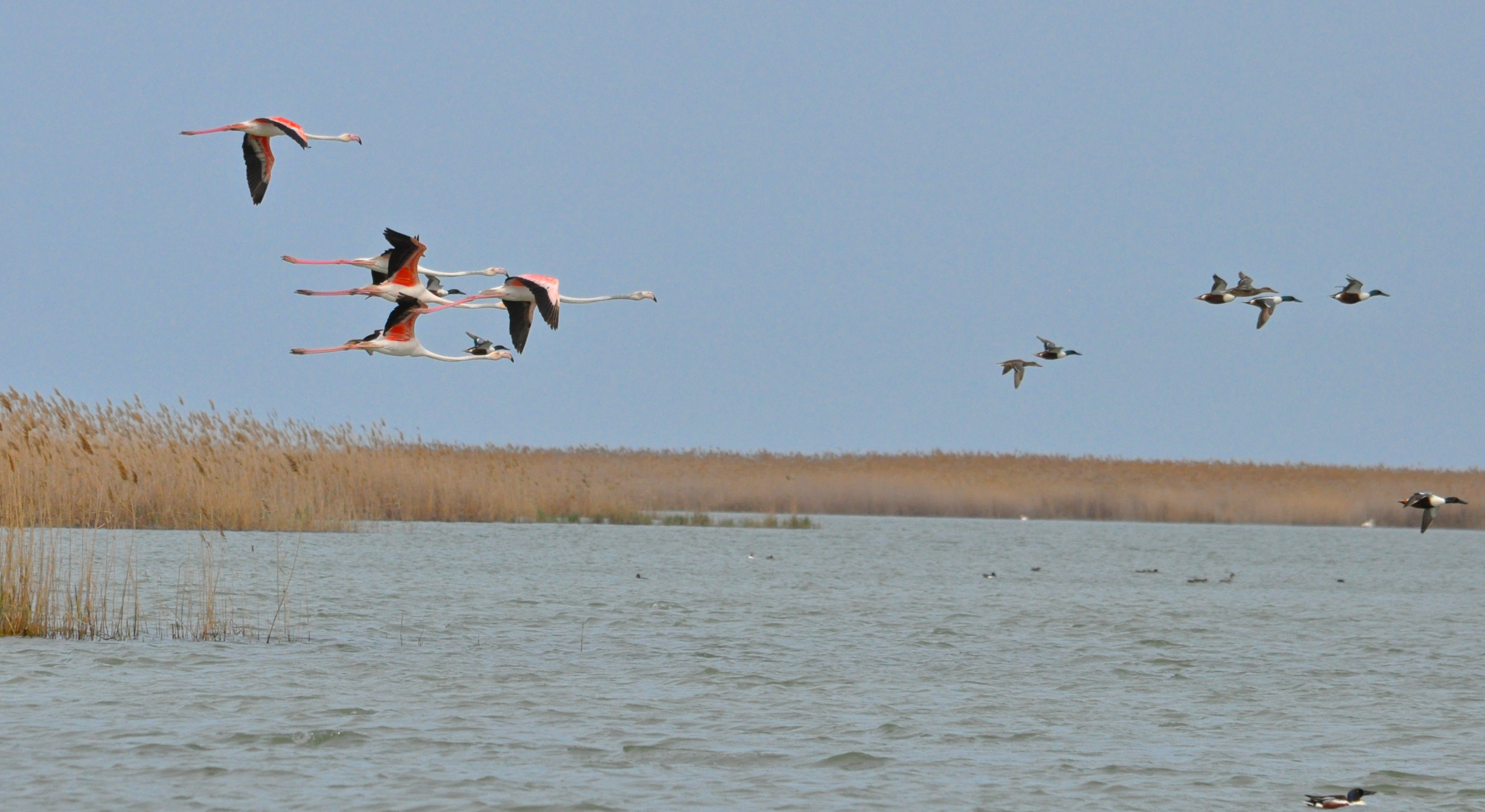
Проліт рожевих фламінго і качок над заповідною водоймою.

Орнітофауна заповідника дуже розмаїта. Найбільш чисельними і помітними пернатими Ширванського степу є водоплавні птахи. Природно, що всі вони приурочені до озера Чала. Серед осілих видів на ньому гніздуються переважно качки, хоча в останні десятиліття тут регулярно спостерігають рожевих фламінго. Серед рідкісних мешканців водного і навколоводного комплексу трапляються чапля сіра і жовта, чепура велика та мала, пелікан рожевий, лелека чорний, косар, лебідь-шипун, султанка. Взимку як чисельність, так і видовий склад пернатих на озері збільшуються. Сюди на зимівлю прилітають крижні, нерозні, великі чирянки, галагази, свищі, червонодзьобі та чубаті черні, шилохвости, попелюхи, лебеді-кликуни, лиски, сірі гуски тощо. На годівлю в степ виходять огари. Типово степові птахи менш помітні, але саме серед них багато рідкісних видів. В Ширванському степу спостерігали дрохву, хохітву, степового орла, орлана-білохвоста, сапсана, балабана, Francolinus francolinus і Pterocles orientalis.
Досить багато у заповіднику плазунів. Поблизу каналів і берегів озера мешкають черепахи каспійська і болотна європейська, вужі звичайний та водяний. У різноманітних біотопах трапляються черепаха середземноморська і ящірка смугаста. Виключно в степу мешкають отруйні гюрза та ящіркова змія звичайна. Через особливості своєї біології земноводні заповідника зосереджені виключно у вологих біотопах, тобто поблизу озера і колекторних каналів. Звичними є жаба озерна, ропуха зелена, райка деревна, а також занесена до Червоної книги Азербайджану часничниця сирійська. Безхребетні заповідника не досліджені, але найбільш помітні серед них жуки-чорнотілки.

## Стан екосистем
З моменту створення заповідника його екосистеми перебувають у хиткому стані. Це пов'язано з тим, що охоронювану зону оточують численні підприємства, кордони ж заповідника не огороджені і не мають природних перешкод. Завдяки цьому взяті під охорону тварини, перш за все, рухливі джейрани вільно виходять за межі заповідної території. В свою чергу, ззовні сюди проникають свійські тварини. Найбільшу небезпеку серед них становлять вівці, чиї щільні отари витоптують негусту напівпустельну рослинність, турбують птахів на гніздах і складають харчову конкуренцію газелям. Ще одна небезпека чатує на джейранів з боку пастуших собак. Супроводжуючи отари, ті полюють на дорослих копитних і їхніх дитинчат. До браконьєрства інколи вдаються і вівчарі. Проблема браконьєрства, актуальна протягом усієї історії заповідника, особливо загострилась у 1993 році. Тоді директором природоохоронної установи був призначений Мансур Гасанов, який не мав навіть профільної освіти. З його відома у заповіднику велось інтенсивне полювання на джейранів, внаслідок чого лише за півроку їхня чисельність скоротилась вдвічі.
В 1990-х роках державний концерн «Азербалиг» в акваторії Каспійського моря поблизу кордонів заповідника здійснював риболовлю. Часто до неї в незаконний спосіб долучались місцеві мешканці. Ще два рибних підприємства діяли безпосередньо на теренах Ширванського заповідника. Інколи з вини сторонніх осіб у заповіднику виникали локальні степові пожежі.
Окремою проблемою є робота нафторозвідувальних і нафтопереробних підприємств, які належали спочатку державному управлінню «Сальяннефть», потім компанії «Сальянойл». До реорганізації заповідника їхні технологічні майданчики займали 1 000 га заповідної території. Після відчуження земель на користь Ширванського національного парку підприємства залишились за межами заповідника, однак їхній вплив на місцеву природу триває. Керівництво «Сальянойл» співпрацює з адміністрацією природоохоронної установи, частково компенсуючи нанесену шкоду. Наприклад, у 1990-х роках спостерігали сильне обміління озера Чала. Це змінило мікроклімат навколишніх земель, призвело до деградації рослинності, зменшення числа водоплавних птахів і, навіть, джейранів. Коштами «Сальянойл» до озера було прокладено нову гілку Ширванського колектора і водойма знову стала повноводною.

## Наукова діяльність
Всебічне вивчення ширванської природи почалося ще до організації заповідника. В середині XX століття місцевий клімат досліджував Е. М. Шихлинський, ґрунти — В. Р. Волобуєв, а рослинність — відомі ботаніки А. О. Колаковський та Л. І. Прилипко. З моменту створення заповідника наукові дослідження в ньому були зосереджені здебільшого на вивчення екології джейрана і можливостей використання Ширванського степу з одночасною охороною тварин.